# 福岡人志、 松本×黒瀬アドリブドライブ
福岡人志、 松本×黒瀬アドリブドライブ（ふくおかひとし まつもと くろせアドリブドライブ）は、福岡放送 (FBS) で不定期に放送されていたローカルバラエティ番組。

## 概要
福岡県出身のお笑い芸人・黒瀬純（パンクブーブー）が、松本人志（ダウンタウン）と共に、ノープランで福岡をドライブをしながら観光する。
松本が福岡空港国内線旅客ターミナルビル外の一般車乗降場（第4回のみ、台風の影響により新幹線移動となったため小倉駅新幹線プラットホーム）に到着した後はカメラは回しっぱなし。台本はなく、移動も軽自動車で黒瀬が運転し、番組中に使用される車内の2人のトークは始まりから終わりまでノーカットで見せるなどの「アドリブ感」や「素の松本を引き出す」演出を徹底している。他にも、第1回放送で焼きそばチェーン店「想夫恋」に断られたり、松本が黒瀬の段取りの悪さを指摘したりというように、台本なしで出演者2人に展開を委ねていることを伺わせる場面が多く登場する。
毎回ロケには福岡吉本の若手芸人（桜ミントカフェ等）が同行しており、途中で松本がコメントを求めたり、食事をさせたりと、画面に登場することがある。

## 経緯
松本は、プライベートで福岡に頻繁に訪れるなど以前から福岡好きで知られており、『ワイドナショー』（フジテレビ系列）でも自身の福岡好きを公言していた。
以後のレギュラー化に関しては、ローカル情報番組『めんたいワイド』（福岡放送）に黒瀬が生出演した際に「視聴率次第」と発言。第1回放送では北部九州で12.7%（占拠率30%）と、朝の時間帯としては異例の高視聴率を記録している。

## 出演者

### レギュラー
- 松本人志（ダウンタウン）
- 黒瀬純（パンクブーブー）[1] - 案内役

### 第1回ゲスト
- あかみねとんぼ（どんぴしゃ）
- 大塚勇樹（桜ミントカフェ）

### 第2回ゲスト
- 池内祐介（メガモッツ）
- 大塚勇樹（桜ミントカフェ）
- まるお（めんたいこ）
- マサル

他

### 第3回ゲスト
- マサル
- 大塚勇樹（桜ミントカフェ）
- なべ（ノボせもん）

### 第4回ゲスト
- 下畑博文（パタパタママ）
- 桜ミントカフェ
- マサル

### 第5回ゲスト
- ケン坊田中
- マサル
- 大塚勇樹（桜ミントカフェ）

### 第6回ゲスト
- マサル
- 大塚勇樹（桜ミントカフェ）

### 第7回ゲスト
- 小峠英二（バイきんぐ）
- マサル
- 大塚勇樹（桜ミントカフェ）

### 第8回ゲスト
- 渡邊孝平（クロスバー直撃）
- マサル
- 大塚勇樹（桜ミントカフェ）

### 第9回ゲスト
- 清人（バッドボーイズ）
- マサル
- 大塚勇樹（桜ミントカフェ）

## 放送時間
- 第1回　2015年11月14日 9:30 - 10:25
  - 『福岡愛が満載』
- 第2回　2016年3月12日 9:30 - 10:25
  - 『まさかの篠栗町へ』
- 第3回　2016年7月2日 9:30 - 10:25
  - 『愛する官兵衛と一献』
- 第4回　2016年9月24日 9:30 - 10:25
  - 『小倉に松ちゃんが来ない?』
- 第5回　2016年12月17日 9:30 - 10:25
  - 『糸島住みたいな～』
- 第6回　2017年3月25日 9:30 - 10:25
  - 『春の太宰府を満喫』
- 第7回　2017年6月24日 9:30 - 10:55 
  - 『バイきんぐ小峠と田川を満喫』
- 第8回　2017年10月14日　9:30 - 10:55
  - 『最初で最後のスペースワールドで遊ぶ』
- 第9回　2019年6月29日　9:30 - 11:25
  - 『まさかの大雨 志賀島へ』

## スタッフ
- 演出：羽田野雅裕
- ディレクター：山澤涼、才藤仁、長尾太志
- 構成：さだ、樅野太紀、スキップ若山、政光真吾
- CAM：坂口真哉、三苫亮、岸田健史
- AUD・MA：横山敦樹
- VE：善明建太
- EED：石井僚太郎
- CA：越智壮志
- 音響効果：坂本孔明
- ヘアメイク：宮川渚、吉田努
- タイトル：鈴木耕平
- HP：中尾奈美、山本舞
- 広報：木寺道明、吉中淳美
- AD：石津貴彬、河内大将
- 制作進行：井手和重（VSQ）
- プロデューサー：稲冨聡（よしもとクリエイティブ・エージェンシー）
- チーフプロデューサー：鎌倉由和（FBS）
- 制作：FBS福岡放送、吉本興業